# Jakub Tyszkiewicz
Jakub Tyszkiewicz (ur. 1966) – polski historyk, specjalizujący się w historii najnowszej, historii Śląska oraz stosunkach polsko-amerykańskich; nauczyciel akademicki w Uniwersytecie Wrocławskim.

## Życiorys
Po ukończeniu studiów z zakresu historii na Uniwersytecie Wrocławskim w 1990 r., kontynuował kształcenie na śląskoznawczych studiach doktoranckich. W 1995 roku uzyskał stopień doktora nauk humanistycznych w zakresie historii na podstawie pracy pt. Wystawa Ziem Odzyskanych we Wrocławiu w 1948 r. a propaganda polityczna Ziem Zachodnich w latach 1945-1948, napisanej pod kierunkiem prof. Wojciecha Wrzesińskiego. Rok później został adiunktem w Zakładzie Historii Najnowszej w Instytucie Historycznym Uniwersytetu Wrocławskiego. W 2004 roku uzyskał stopień naukowy doktora habilitowanego nauk humanistycznych w zakresie historii (specjalność historia najnowsza) na podstawie  ogólnego dorobku naukowego i rozprawy Otwarte okno w "żelaznej kurtynie". Polityka administracji prezydenta Eisenhowera wobec Polski (październik 1956-styczeń 1961).  Tytuł profesora nauk humanistycznych otrzymał postanowieniem Prezydenta Rzeczypospolitej Polskie z dnia 7 stycznia 2014 r. Do 2019 r. był członkiem Komitetu Nauk Historycznych Polskiej Akademii Nauk. Stypendysta Programu Fulbrighta.

## Dorobek naukowy
Zainteresowania naukowe Jakuba Tyszkiewicza koncentrują się wokół zagadnień związanych z historią najnowszą, ze szczególnym uwzględnieniem historii Śląska oraz stosunków polsko-amerykańskich. Do jego najważniejszych publikacji naukowych należą:
- Sto wielkich dni Wrocławia. Wystawa Ziem Odzyskanych we Wrocławiu a propaganda polityczna Ziem Zachodnich i Północnych w latach 1945-1948, Wrocław 1997.
- Od upadku Festung Breslau do stalinowskiego Wrocławia. Kalendarium 1945-1950, Warszawa-Wrocław 2000.
- W stalinowskim Wrocławiu. Kalendarium 1951-1955, Warszawa-Wrocław 2001
- Dzieje Akademii Rolniczej we Wrocławiu (red.), Wrocław 2001.
- Otwarte okno w "żelaznej kurtynie". Polityka administracji prezydenta Eisenhowera wobec Polski (październik 1956-1961), Wrocław 2003 (nagroda indywidualna Ministra Edukacji i Sportu 2005 r.)
- Dzieje Akademii Wychowania Fizycznego we Wrocławiu 1946-2006, Wrocław 2007.
- Breslau 1947. Luftaufnahmen, Wrocław 2009.
- Historia powszechna – wiek XX, Warszawa 2010 ( podręcznik akademicki w serii Historia Powszechna Wydawnictwa Naukowego PWN, wspólnie z Edwardem Czapiewskim).
- Polityka Stanów Zjednoczonych wobec Polski w okresie rządów Johna F. Kennedy'ego, Wrocław 2011.
- Rozbijanie monolitu. Polityka Stanów Zjednoczonych wobec Polski 1945–1988, Warszawa 2015 (Nagroda im. Oskara Haleckiego w 2016 za najlepszą ksiażkę naukową poświęconą dziejom Polski i Polaków w XX wieku)[6]
- Prawa człowieka w polityce demokracji zachodnich wobec Polski, Warszawa 2018 (współautor)